# Радіоелектронна протидія
Радіоелектронна протидія, радіоелектронне придушення — сукупність заходів і дій, спрямованих на порушення роботи або зниження ефективності бойового застосування радіоелектронних засобів противника шляхом дії на них електромагнітним або акустичним випромінюванням. Складова частина радіоелектронної боротьби.
РЕП можна застосовувати проти радіотехнічних засобів (радіолокаційних станцій, радіоліній телеуправління, радіонавігаційних систем, обладнання радіозв'язку, інфрачервоних, оптико-електронних, лазерних, телевізійних та ін. установок.
РЕП радіотехнічним засобам досягається застосуванням навмисних радіоперешкод, зміною характеристик відбитих об'єктами сигналів, створенням удаваних цілей, використанням самонавідних на джерело випромінювання ракет. Робота інфрачервоних установок порушується головним чином за допомогою удаваних цілей і теплового маскування об'єктів (зниженням теплового контрасту між об'єктом та навколишнім середовищем). Для оптико-електронних, лазерних і телевізійних установок застосовуються й розробляються аналогічні засоби РЕП.

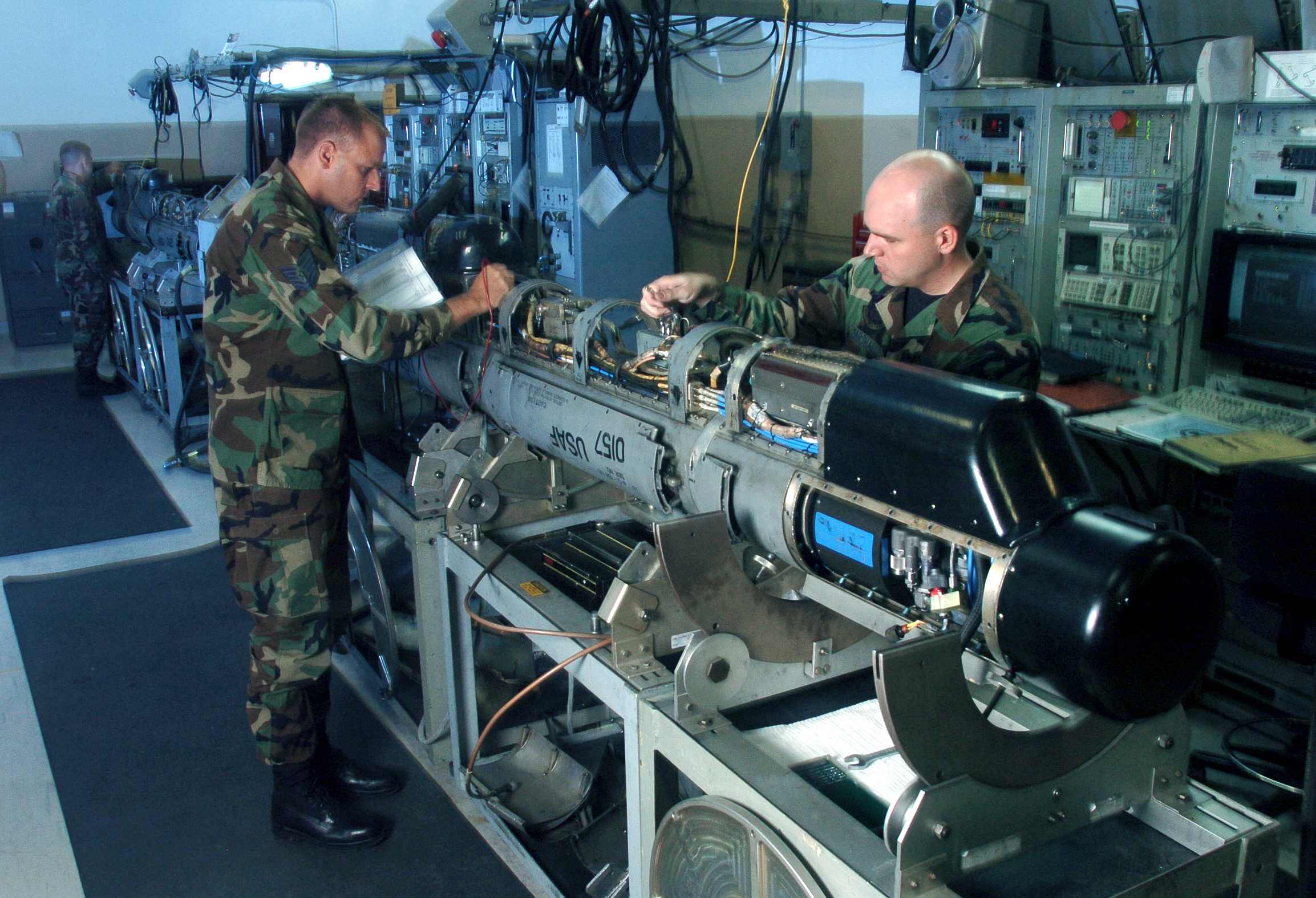
Обслуговування станції радіоперешкод AN/ALQ-184

## Апаратура
- Р-330 — радянський автоматизований комплекс радіоелектронного придушення.
- «Лиман» — радянський / український наземний мобільний комплекс радіоелектронного придушення ліній наведення авіації.
- БКО «Талісман» — бортовий комплекс оборони для індивідуального захисту бойових літаків від керованої ракетної зброї.
- «Алтаец»
- «Р-330МР»
- «Арбалет МР»
- РБ-301Б «Борисоглєбськ-2» — російський багатоцільовий комплекс, використовувався проросійськими формуваннями у війні на Донбасі.
- Артилерійський боєприпас постановки активних завад Starshel (Болгарія)

## Історія застосування

### Російсько-українська війна
Російські підрозділи вторгнення користувались засобами радіоелектронної боротьби і придушення в протистоянні з силами українських військ. Так, наприклад, станції РЕБ Р-330Ж «Житель» були виявлені на озброєнні проросійських сил щонайменше з літа 2014 року. Системи Р-330Ж були також помічені влітку 2015 року. За даними активістів групи ІнформНапалм комплекси Р-330Ж «Житель» були використані російськими військами під час боїв за Дебальцеве взимку 2015 року. Як встановили активісти ІнформНапалм, станція знаходилась на території пожежної частини № 28 міста Горлівки (48°18′37″ пн. ш. 38°07′08″ сх. д. / 48.3103372° пн. ш. 38.1189859° сх. д.) орієнтовно в період з 24 січня 2015 до 27 лютого 2015 року, якраз у розпал боїв за місто Дебальцеве, яке потрапляє в 25-ти кілометрову зону дії даної АСП.
Були також ідентифіковані комплекси радіоконтролю, пеленгування, та придушення РП-377ЛА «Лорандит», комплекси радіорозвідки та радіопридушення РБ-531Б «Инфауна».
За інформацією Головного управління розвідки Міністерства оборони України в квітні 2016 року, під час загострення бойових дій навколо Авдіївки, російські бойовики розгорнули біля Макіївки обладнання для радіоелектронної боротьби: станції РЕБ Р-330Ж «Житель» та комплекс РЕБ «Лєєр-3».